# ホーアイケミカル
ホーアイケミカルは、化粧品・医薬部外品のヒト臨床試験の受託業務を国内で行うアウトソーサーである。具体的には、パッチテスト、アレルギーテスト、SPFテストといった臨床試験を、米国のFDA登録試験機関を通じて代行することを中心業務としている。